# Hackensack (Minnesota)
Hackensack és una població dels Estats Units a l'estat de Minnesota. Segons el cens del 2000 tenia 285 habitants.

## Demografia
Segons el cens del 2000, Hackensack tenia 285 habitants, 132 habitatges, i 76 famílies. La densitat de població era de 155 habitants per km².
Dels 132 habitatges en un 19,7% hi vivien nens de menys de 18 anys, en un 48,5% hi vivien parelles casades, en un 4,5% dones solteres, i en un 42,4% no eren unitats familiars. En el 36,4% dels habitatges hi vivien persones soles el 18,9% de les quals corresponia a persones de 65 anys o més que vivien soles. El nombre mitjà de persones vivint en cada habitatge era de 2,16 i el nombre mitjà de persones que vivien en cada família era de 2,74.
Per edats la població es repartia de la següent manera: un 20,4% tenia menys de 18 anys, un 7,4% entre 18 i 24, un 23,9% entre 25 i 44, un 21,8% de 45 a 60 i un 26,7% 65 anys o més.
L'edat mediana era de 44 anys. Per cada 100 dones de 18 o més anys hi havia 90,8 homes.
La renda mediana per habitatge era de 24.375 $ i la renda mediana per família de 31.094 $. Els homes tenien una renda mediana de 18.438 $ mentre que les dones 25.556 $. La renda per capita de la població era de 12.768 $. Entorn del 3,3% de les famílies i el 10,5% de la població estaven per davall del llindar de pobresa.

## Poblacions més properes
El següent diagrama mostra les poblacions més properes.